# Фред (футболист)
Федерико Чавес Гуедеш (на португалски: Frederico Chaves Guedes), по-известен само като Фред, е бивш бразилски футболист, централен нападател. 

## Кариера

### Клубна кариера
Започва кариерата си в Америка Минейро. Докато е в младежките формации на отбора, отбелязва най-бързият гол в историята на бразилския футбол. Още в третата секунда Фред поразява вратата на Вила Нова в мач от Младежката купа на Сао Пауло. Дебютира за мъжкия тим през 2002. През лятото на 2004 е близо до трансфер във Фейенорд след като холандците имат уговорка с Америка. В крайна сметка Фред преминава в Крузейро, които продават на Фейенорд Маграо. В Крузейро нападателят прави страхотни мачове, отбелязвайки 39 гола във всички турнири. През лятото на 2005 преминава в Олимпик Лион за 15 млн. евро. В първия си сезон в Лига 1 бразилецът става втори голмайстор на първенството с 14 попадения. През октомври 2006 получава травма и отсъства 2 месеца от терените. Все пак успява да вкара 11 гола в 20 мача. В следващите 2 сезона играчът отново има проблеми с контузии и губи титулярното си място от Карим Бензема. В края на 2008 бразилецът изявява желание да напусне и разтрогва договорът си с „хлапетата“. За четирите си сезона в Лион, Фред печели 3 титли и 1 купа на страната.
В началото на 2009 подписва с Флуминенсе. Дебютира на 15 март срещу Макае и вкарва две попадения. В Бразилейро отборът не тръгва много добре и се намира в зоната на изпадащите, но благодарение на 12те гола на Фред през сезона, „Флу“ се спасяват. Нападателят пропуска голяма част от 2010 поради травми, появявайки се на терена в едва 14 мача, отбелязвайки 5 гола. Също така за първи път в кариерата си става шампион на Бразилия. През 2011 Фред възвръща формата си и мястото в националния отбор, след като вкарва 34 гола във всички турнири, 22 от които за първенството. През октомври 2011 вкарва гол със задна ножица на Коритиба. След края на сезона попада в отбора на годината в Бразилия. През 2012 нападателят помага на Флу да спечелят титлата за втори път в последните 3 години и става голмайстор на първенството с 20 гола. Също така печели и титлата на щата Кариока и е избран за футболист на годината в първенството.

### Национален отбор
Фред дебютира за „Селесао“ през 2005 в контрола срещу Гватемала. На 12 ноември 2005 отбелязва първия си гол с националната фланелка в мач с ОАЕ. Въпреки че не е повикан от Карлос Алберто Перейра в квалификациите, Фред получава място в състава за Световното първенство по футбол през 2006 г. след силен сезон в клубния си тим Олимпик Лион. На първенството в Германия отбелязва попадения в груповата фаза в мач срещу Австралия. През лятото на 2007 е повикан в отбора за предстоящата Копа Америка, но се контузва на подготвителния лагер и не изиграва нито един мач. На 7 юни 2011 вкарва първия си гол за Бразилия от близо 4 години. Това се случва в контролен мач с Еквадор. Участва на Копа Америка същата година, където вкарва 1 гол, но „Селесао“ отпадат още на 1/4 финал. През 2012 изиграва само 1 мач за националния отбор - срещу Аржентина, като в него вкарва и гол. През февруари 2013 вкарва на Англия в контрола, но бразилците губят с 2-1. Вкарва 2 гола при победата на Бразилия с 4:2 над Италия в мач от Купата на конфедерациите 2013. Селесао печелят турнира след победа над Испания, а Фред става голмайстор на турнира с 5 гола. Фред е титулярен нападател на Бразилия на домакинското световно през 2014 г. Представянето на нападателя обаче е разочароващо, в резултат на което той слага край на кариерата си в националния тим.